# Heinrich Freund

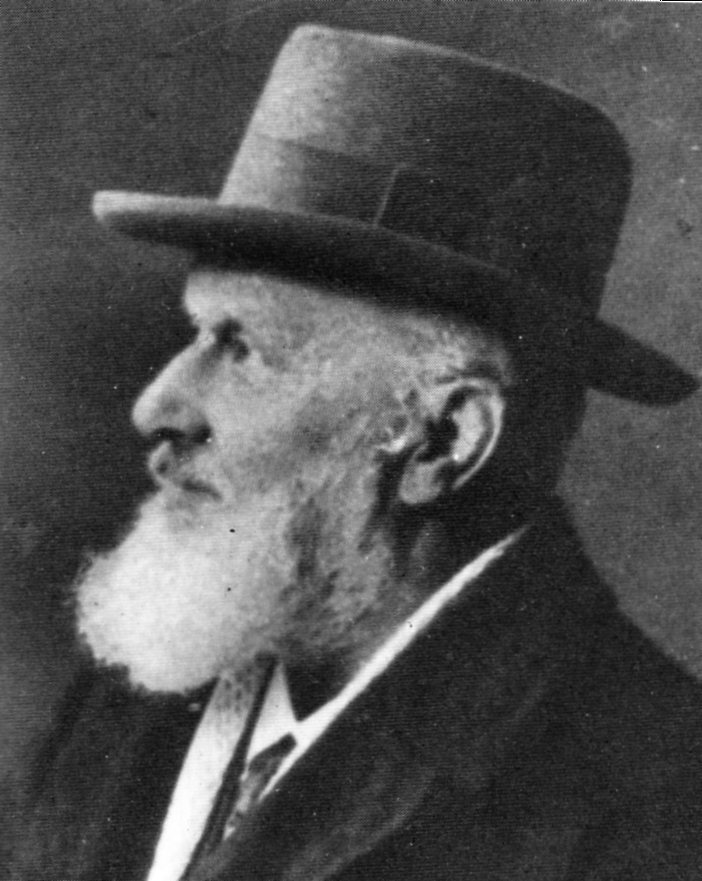
Heinrich Freund

Heinrich Christian Bernhard Freund (* 27. Dezember 1858 in Münster; † 24. Juli 1946 in Ohrbeck bei Georgsmarienhütte) war ein Eisenbahnbeamter, Naturschützer und Osnabrücker Chronist.

## Familie
Heinrich Freund wurde als Sohn von Friedrich Freund und Christine Rahe in Münster geboren. Er heiratete 1887 in Osnabrück Sophie Wilhelmina Brockmeyer aus Lengerich (1860–1895). Das Paar hatte zwei Kinder, den Sohn Friedrich, der im Ersten Weltkrieg 1916 fiel, und die Tochter Ellen. In zweiter Ehe war Freund seit 1897 mit Antonia Neermann aus Lüneburg (1863–1936) verheiratet.

## Leben
Freund trat nach dem Abitur in Münster in den gehobenen Dienst bei der Eisenbahn ein. 1884 wurde er von Münster als Eisenbahn-Büro-Assistent nach Osnabrück versetzt. Er wurde als Eisenbahnoberinspektor pensioniert.

Freund war ein aktiver Naturschützer. Er war Mitglied im Naturwissenschaftlichen Verein Osnabrück. Bei der Gründung des Bezirkskomitees für Naturdenkmalpflege und Heimatschutz war er im Arbeitsausschuss, ab 1919 übernahm er das Amt des Kommissars vom späteren Vorsitzenden Gustav Möllmann (1851–1919) und verwaltete es bis 1926. In Anlehnung an den Osnabrücker Botaniker Johann Heinrich Eggemann (1820–1870) setzte er sich für den Heimatschutz und die Erhaltung der Pflanzen und Tierwelt ein. In den zwanziger Jahren regte er die Einrichtung von Heide- und Moorschutzgebieten in Nordwestdeutschland an. Seine Stärke lag im schriftlichen Dialog mit Staatsmännern, Wissenschaftlern, Schriftstellern und im öffentlichen Auftreten zur Verteidigung von Naturdenkmälern und schutzwürdigen Gebieten. Dazu kamen Artikel in Tageszeitungen und Zeitschriften. Auf seine Initiative hin wurde 1899 eine Bücher- und Lesehalle in Osnabrück gegründet.

## Sammlung Freund
Sein Hauptverdienst aber ist die „Freundsche Zeitungsausschnitte-Sammlung“, die sich im Staatsarchiv Osnabrück befindet. Sie enthält Exzerpten, Zeitungsausschnitte u. a. Dokumente zur Geschichte und Landeskunde des Osnabrücker Raumes; auch Zeitungsartikel und Briefe zur Entwicklung des Naturdenkmal- und Heimatschutzes (1909–1943) sind darin zu finden. Die Sammlung ist äußerst umfangreich. Bereits 1927 umfasste sie 75 Bände. Damals übertrug Freund die Sammlung der Stadt Osnabrück, wobei er die Akten erst einmal noch behielt, um sie laufend zu ergänzen und zu erweitern. Als Gegenleistung überließ die Stadt Freund auf die Dauer von 96 Jahren die unentgeltliche Nutzung eines Erbbegräbnisses auf dem Hasefriedhof. Die Freundsche Sammlung besteht heute aus 186 Bänden.